# 小野村 (愛知県)
小野村（おのむら）は、愛知県東春日井郡にかつてあった村である。
現在の春日井市中南部（小野町など）に該当する。
かつて、この地域は「小野の里」といわれており、小野道風の生誕地という伝説がある。
歴史的には現在の鳥居松地域と合併しているが国道302号線の開通、勝川駅との距離が近いこともあり現在は勝川地域との結びつきの方が強い。

## 歴史
- 1889年（明治22年）10月1日 - 松河戸村、上中切村、下条村、下津尾村が合併し、小野村が発足。
- 1906年（明治39年）7月16日 - 和爾良村と合併し、鳥居松村が発足、同日小野村廃止。